# Иван Желев
Иван Желев Димитров е български богослов и политик.

## Биография
Завършва Софийската духовна семинария „Св. Иван Рилски“ (тогава интернирана в Черепиш, Врачанско), Духовната академия „Св. Климент Охридски“ и класическа филология в Софийския университет. Преподавател по Свещено Писание на Новия Завет и класически езици в Богословския факултет на Софийския университет „Св. Климент Охридски“. Специализира в Гърция и Германия.
Бил е учител в Софийската духовна семинария, началник на кабинета на патриарх Максим, преподавател в Духовната академия „Св. Климент Охридски“ и в Богословския факултет на СУ, зам.-ректор на СУ, зам.-декан и декан на Богословския факултет (2000 – 2003). През 1997 – 1998 г. преподава като гост-професор по Нов Завет в Мюнхенския университет, Германия. Пенсионира се от 1 октомври 2012 г. и работи на доброволни начала в гражданския сектор, включително и в редакционния екип на независимия православен портал „Двери на православието“ (dveri.bg).
Дълги години е редактор и главен редактор на „Църковен вестник“ и редактор на списание „Духовна култура“. От 2002 до 2008 г. е директор на Дирекция „Вероизповедания“ на Министерския съвет и председател на УС на ефория „Зограф“.
Член на екипа за превод на Библията на български език, член на Богословската комисия при Св. Синод на Българска православна църква, на Дружеството на православните богослови библеисти, на Световния съюз на новозаветните учени (SNTS, първият българин-член), учредител и председател на българското сдружение на библеистите „Библейски колегиум“, основател и председател на Фондация „2000 години Рождество Христово“, основател и председател на УС на Център за проучване на нови религиозни движения, член на ИК на Световната конфедерация на асоциациите на богословските институти (WOCATI = World Conference of Associations of Theological Institutions) и регионален представител за Европа.
Бил е 25 години официален преводач на Българската патриаршия за гръцки език.
Писмено и говоримо владее руски, гръцки, немски и английски език. Има двама сина и четири внука.
През 2007 г. Любен Дилов-син иска оставката на Иван Желев като директор на Дирекция „Вероизповедания“, тъй като според него той „се меси в делата на Българската православна църква“, когато се обявява срещу продаването на архонтски титли от български висши клирици.

### Държавна сигурност
През юни 2011 г. Комисията за досиетата обявява, че Иван Желев е агент на І и VІ управление на Държавна сигурност под псевдонима „Ангелов“, вербуван през 1973 г.

## Признание и награди
Награждаван е с ордените на БПЦ „Св. Климент Охридски“ I степен – златен (2003 г.) и „Св. Кирил и Методий“ I степен – златен (2004 г.). Удостоен е с почетната титла doctor honoris causa на Атинския университет (24.11.2008 г.), както и архонт, велик преводач на Цариградската вселенска патриаршия.